# Битка код Танагре (426. п. н. е.)
Битка код Танагре одвијала се 426. п. н. е. између Атине и Танагре. То је била једна од битака Пелопонеског рата.
Острво Мелос је одбило да се придружи Делском савезу, чак и под притиском. Године 426. п. н. е. Атина шаље на острво Мелос флоту од 60 бродова и 2.000 хоплита, под командом Никија. Атињани не заузимају острво, него се искрцавају у Беотији. Хоплити су кренули према Танагри, где су се спојили са главном атинском армијом која је дошла из Атине под командом Хипоника и Еуримедона. Харали су околним сеоским подручјем, а следећег дана побеђују савез Танагре и Тебе.